# Lecania croatica
Espèce
Lecania croatica est une espèce de lichens de la famille des Ramalinaceae présent dans l'Ouest de l'Amérique du Nord et Europe centrale

## Systématique
Le nom correct complet (avec auteur) de ce taxon est Lecania croatica (Zahlbr.) Kotlov (d).
L'espèce a été initialement classée dans le genre Catillaria sous le basionyme Catillaria croatica Zahlbr..
Lecania croatica a pour synonymes :
- Catillaria croatica Zahlbr.
- Coppinsidea croatica (Zahlbr.) S.Y.Kondr., Farkas & Lőkös